# 奧爾島 (小貝爾特海峽)
奧爾島是丹麥的島嶼，位於小貝爾特海峽，由南丹麥大區負責管轄，長4公里、寬3公里，面積5.66平方公里，該島在1864至1920年間由德國管治，2006年人口180。
55°15′N 9°45′E / 55.250°N 9.750°E